# Claopodium gracillimum
Claopodium gracillimum är en bladmossart som beskrevs av Noguchi 1964. Claopodium gracillimum ingår i släktet Claopodium och familjen Thuidiaceae. Inga underarter finns listade i Catalogue of Life.